# Хирадо (мост)
Мост Хирадо-Охаси (яп. 平戸大橋) — автомобильный висячий мост через пролив Хирадо в префектуре Нагасаки, Япония. Соединяет острова Кюсю и Хирадо. Мост связывает район Нагата на Кюсю с мысом Нанрю на Хирадо.
Строительство моста началось в 1973 и завершилось в 1977 году, оно обошлось в 5,6 млрд йен.
Длина моста составляет 665 м, длина центрального пролёта — 465,4 м, ширина — 10,7 м. Высота моста над водой составляет 30 м.